# Dicionário galego
O Diccionario gallego (em português:  Dicionário galego) é um dicionário bilíngue galego-castelhano de 10.943 vozes com as definições em espanhol. Foi elaborado por Xoán Cuveiro Piñol e publicado em Barcelona no ano de 1876. Este constitui o primeiro dicionário galego pancrónico.

## Elaboração
Para a elaboração do seu dicionário, Cuveiro tomou como base o único publicado anteriormente, o de Francisco Javier Rodríguez Gil, em 1863, onde acrescentou novas entradas, especialmente as procedentes do galego ocidental, bem como do galego medieval, constituindo as vozes arcaicas com quase 25% das entradas. Contudo, Cuveiro apresenta uma escassa preparação linguística, desprezando as formas do galego popular como a gheada e o ceceio e fazendo leituras erradas das fontes, mesmo com a inclusão dos castelhanismos antigos como formas arcaicas e simples ou dando entrada a formas castelhanas por desconhecer a forma galega.